# 库马西
库马西（英語：Kumasi）是加纳阿散蒂大区的首府，人口86多万人，是加纳的第二大城市。由于该地区长有各种各样的植物，因此也被称为“花园之城”。第7任联合国秘书长科菲·安南于1939年生于库马西。

## 地理
库马西位于首都阿克拉西北约250公里的加纳中南部地区。加纳最大的天然湖博苏姆推湖就位于库马西以北约32公里的地方。

## 历史
库马西一带属于西非林地，不过有研究发现在这个地区从新石器时代以来森林一直被人类砍伐。库马西早在1695年成为阿散蒂聯盟的首都，当时库马西的国王也作为阿散蒂联盟的统治者。在1874年的第四次英国－阿散蒂战争中，城市部分地区包括皇宫被英军摧毁。

## 经济
由于有金矿，所以库马西是加纳较为富裕的城市之一。目前，库马西输出的主要产品是硬木和可可。库马西木材工业占全国木材工业50％，员工4000多人。

## 文化
当地最大的民族是阿散蒂人，但其它民族的人数也在不断增长中。宗教方面，库马西84%的人是基督教徒，11%的人是穆斯林，也有少数当地传统信仰的信徒。
库马西也是前联合国秘书长科菲·安南的出生地。

## 卫生设施
库马西有：
- 1間公立医院
- 5所公立诊所
- 57所私立诊所。

## 教育
- 夸梅·恩克鲁玛科技大学（英语：Kwame Nkrumah University of Science and Technology）
- 温尼巴教育大学库马西校区
- 花园城大学学院（英语：Garden City University College）
- 基督教会大学学院（英语：Christian Service University College）
- 加纳浸会大学学院（英语：Ghana Baptist University College）
- 管理学大学学院库马西校区

## 体育
库马西还有一个足球队（阿散蒂刺猬足球队），和一座足球场。足球场始建于1959年，1978年整修，可容纳十万观众，是加纳最大的体育场。